# Plusidia separanda
Plusidia separanda là một loài bướm đêm trong họ Noctuidae.